# تلك الأيام (فلم)
تلك الأيام، فيلم مصري إنتاج عام 2010م.

## القصة
تدور قصة الفيلم حول أستاذ جامعي حاصل على جائزة كبيرة ولدية علاقات كثيرة في الحكومة وكثيراً ما يكون أداة لتغطية على أحداث بعينها وتوصيل فكر معين للطلاب، ويستعين بضابط شرطة مستقيل يدعى «علي النجار» ليساعدة في كتابة كتاب جديد عن طريق امداده بمعلومات عن تجاربه السابقة حيث أنه كان يعمل في إدارة محاربة الإرهاب وشهد حوادث عديدة مما اثرت سلبياً على نفسيتة ودفعته لأن يترك خدمتة. تتوالى الأحداث وتتصاعد ويدخل ضمنها علاقة زوجة الأستاذ الجامعي باهلها وسبب زواجها بالأستاذ الجامعي لأنه أبهرها بالمال والسلطة وأغراق أسرتها في الخيرات المادية والوظيفية، وعلاقتها بالضابط حيث أنه قد أنقذ حياتها من قبل في حادثة إرهاب قديمة.

## طاقم التمثيل
- محمود حميدة: د. سالم عبيد
- أحمد الفيشاوي: علي النجار
- ليلى سامي: أميرة
- صفية العمري: قدرية
- ماجد المصري
- طارق التلمساني
- سمية الألفي
- سلوى محمد علي
- عمر حسن يوسف
- هشام إسماعيل: مذيع قناة الجزيرة
- عادل أمين: شخصية هامة
- نهير أمين: السفيرة الأمريكية
- عفاف مصطفى

بالإضافة إلي: محمد حسن، محمود عبد اللطيف، عمرو حسن، هشام الشربيني، مجدي عبد الرحمن، أشرف عبد الفضيل، نهي فضل، أكرم مصطفى، محمد العزازي، محمد علاء جاميكا، تامر سامي، محمد محسن، محمد الكوش، أمل عيد، ياسر الشريف، صبري يوسف، وائل جمعة، هشام الحسيني، كريم زكريا، كريم محمد، شريف الأتربي، حمادة شيحون، ميساء العراقية، أحمد الهوى، عبد النبي محمد، شريهان أيمن، سمير سامي علي، أماني كمال، سماهر القاضي، أدهم الصفتي، شيرين طلعت، ماهيره، رشا عصمت، معتز مسلم.

## روابط خارجية
- مقالات تستعمل روابط فنية بلا صلة مع ويكي بيانات